# Mato Neretljak
Mato Neretljak (n. 3 iunie 1979) este un fost fotbalist croat.

## Statistici
| Croația | Croația | Croația |
| An      | Meciuri | Goluri  |
| ------- | ------- | ------- |
| 2001    | 1       | 0       |
| 2002    | 0       | 0       |
| 2003    | 1       | 0       |
| 2004    | 5       | 1       |
| 2005    | 1       | 0       |
| 2006    | 2       | 0       |
| Total   | 10      | 1       |